# Europese kampioenschappen veldrijden 2010
De Europese kampioenschappen veldrijden 2010 was de achtste editie van de Europese kampioenschappen veldrijden georganiseerd door de UEC.
Het kampioenschap bestond uit de volgende categorieën:
|                                     |                    |
| • Vrouwen elite (17 jaar en ouder)  | 0000 1994 en ouder |
|                                     |                    |
| • Mannen beloften (19 t/m 22 jaar)  | 0000 1989 - 1992   |
| • Jongens junioren (17 t/m 18 jaar) | 0000 1993 - 1994   |

## Medailleoverzicht
| Categorie        | Goud                 | Goud   | Zilver            | Zilver | Brons            | Brons  |
| Mannen           | Mannen               | Mannen | Mannen            | Mannen | Mannen           | Mannen |
| ---------------- | -------------------- | ------ | ----------------- | ------ | ---------------- | ------ |
| Mannen beloften  | Lars van der Haar    |        | Elia Silvestri    |        | Joeri Adams      |        |
| Jongens junioren | Lars Förster         |        | Jakub Skala       |        | Quentin Jauregui |        |
| Vrouwen          |                      |        |                   |        |                  |        |
| Vrouwen elite    | Daphny van den Brand |        | Sanne van Paassen |        | Helen Wyman      |        |

## Resultaten

### Vrouwen elite
| №      | Naam                     | Land |
| ------ | ------------------------ | ---- |
| Goud   | Daphny van den Brand     | NED  |
| Zilver | Sanne van Paassen        | NED  |
| Brons  | Helen Wyman              | GBR  |
| 4      | Hanka Kupfernagel        | GER  |
| 5      | Pavla Havlíková          | CZE  |
| 6      | Sophie de Boer           | NED  |
| 7      | Jasmin Achermann         | SUI  |
| 8      | Christel Ferrier-Bruneau | FRA  |
| 9      | Caroline Mani            | FRA  |
| 10     | Pauline Ferrand-Prevot   | FRA  |

### Mannen beloften
| №      | Naam              | Land |
| ------ | ----------------- | ---- |
| Goud   | Lars van der Haar | NED  |
| Zilver | Elia Silvestri    | ITA  |
| Brons  | Joeri Adams       | BEL  |
| 4      | Arnaud Grand      | SUI  |
| 5      | Emiel Dolfsma     | NED  |
| 6      | Tijmen Eising     | NED  |
| 7      | Kevin Eeckhout    | BEL  |
| 8      | Matthieu Boulo    | FRA  |
| 9      | Michael Schweizer | GER  |
| 10     | Matteo Trentin    | ITA  |

### Jongens junioren
| №      | Naam                   | Land |
| ------ | ---------------------- | ---- |
| Goud   | Lars Förster           | SUI  |
| Zilver | Jakub Skala            | CZE  |
| Brons  | Quentin Jauregui       | FRA  |
| 4      | Kévin Bouvard          | FRA  |
| 5      | Laurens Sweeck         | BEL  |
| 6      | Jaap de Man            | NED  |
| 7      | Federico Zurlo         | ITA  |
| 8      | Fabien Doubey          | FRA  |
| 9      | Michael Vanthourenhout | BEL  |
| 10     | Diether Sweeck         | BEL  |

## Medaillespiegel
| Plaats | Land                | Goud | Zilver | Brons | Totaal |
| 1      | Nederland           | 2    | 1      | 0     | 3      |
| 2      | Zwitserland         | 1    | 0      | 0     | 1      |
| 3      | Italië              | 0    | 1      | 0     | 1      |
| 3      | Tsjechië            | 0    | 1      | 0     | 1      |
| 5      | België              | 0    | 0      | 1     | 1      |
| 5      | Frankrijk           | 0    | 0      | 1     | 1      |
| 5      | Verenigd Koninkrijk | 0    | 0      | 1     | 1      |
| Totaal | Totaal              | 3    | 3      | 3     | 9      |

Kampioenschappen:  Wereldkampioenschappen · 
 Europese kampioenschappen · 
 Belgische kampioenschappen · 
 Nederlandse kampioenschappen
Klassementen:  Wereldbeker · 
 Superprestige · 
 GvA Trofee · 
 TOI TOI Cup · 
 Challenge national
Overig:  Fidea Cyclocross Classics
2003 · 
2004 · 
2005 · 
2006 · 
2007 · 
2008 · 
2009 · 
2010 · 
2011 · 
2012 · 
2013 · 
2014 · 
2015 · 
2016 · 
2017 · 
2018 · 
2019 · 
2020 · 
2021 ·
2022 ·
2023 ·
2024 ·
2025 ·
2026